# General Ballivián
General Ballivián é um município da província de Salta, na Argentina.